# La Chaussée (Vienne)
Pour les articles homonymes, voir La Chaussée.
La Chaussée est une commune du Centre-Ouest de la France, située dans le département de la Vienne en région Nouvelle-Aquitaine.

## Géographie

### Localisation
La Chaussée est un petit hameau en bordure de la forêt de Scévolles.

### Communes limitrophes
| Aulnay      | Angliers             |         |
| Saint-Clair | La Chaussée          | Guesnes |
|             | Saint-Jean-de-Sauves | Verrue  |

### Climat
Pour des articles plus généraux, voir Climat de la Nouvelle-Aquitaine et Climat de la Vienne.
Historiquement, la commune est exposée à un climat océanique du nord-ouest.  
En 2020, Météo-France publie une typologie des climats de la France métropolitaine dans laquelle la commune est exposée à un climat océanique altéré et est dans une zone de transition entre les régions climatiques « Moyenne vallée de la Loire » et « Poitou-Charentes »0.
Pour la période 1971-2000, la température annuelle moyenne est de 11,9 °C, avec une amplitude thermique annuelle de 14,9 °C. Le cumul annuel moyen de précipitations est de 639 mm, avec 10,1 jours de précipitations en janvier et 6,5 jours en juillet. Pour la période 1991-2020, la température moyenne annuelle observée sur la station météorologique la plus proche, située sur la commune de Martaizé à 5 km à vol d'oiseau, est de 12,2 °C et le cumul annuel moyen de précipitations est de 584,4 mm,. Pour l'avenir, les paramètres climatiques de la commune estimés pour 2050 selon différents scénarios d’émission de gaz à effet de serre sont consultables sur un site dédié publié par Météo-France en novembre 2022.

## Urbanisme

### Typologie
Au 1er janvier 2024, La Chaussée est catégorisée commune rurale à habitat dispersé, selon la nouvelle grille communale de densité à sept niveaux définie par l'Insee en 2022.
Elle est située hors unité urbaine. Par ailleurs la commune fait partie de l'aire d'attraction de Loudun, dont elle est une commune de la couronne,. Cette aire, qui regroupe 25 communes, est catégorisée dans les aires de moins de 50 000 habitants,.

### Occupation des sols
L'occupation des sols de la commune, telle qu'elle ressort de la base de données européenne d’occupation biophysique des sols Corine Land Cover (CLC), est marquée par l'importance des territoires agricoles (69 % en 2018), une proportion identique à celle de 1990 (69 %). La répartition détaillée en 2018 est la suivante : 
terres arables (46,7 %), forêts (31 %), zones agricoles hétérogènes (22,4 %). L'évolution de l’occupation des sols de la commune et de ses infrastructures peut être observée sur les différentes représentations cartographiques du territoire : la carte de Cassini (XVIIIe siècle), la carte d'état-major (1820-1866) et les cartes ou photos aériennes de l'IGN pour la période actuelle (1950 à aujourd'hui).

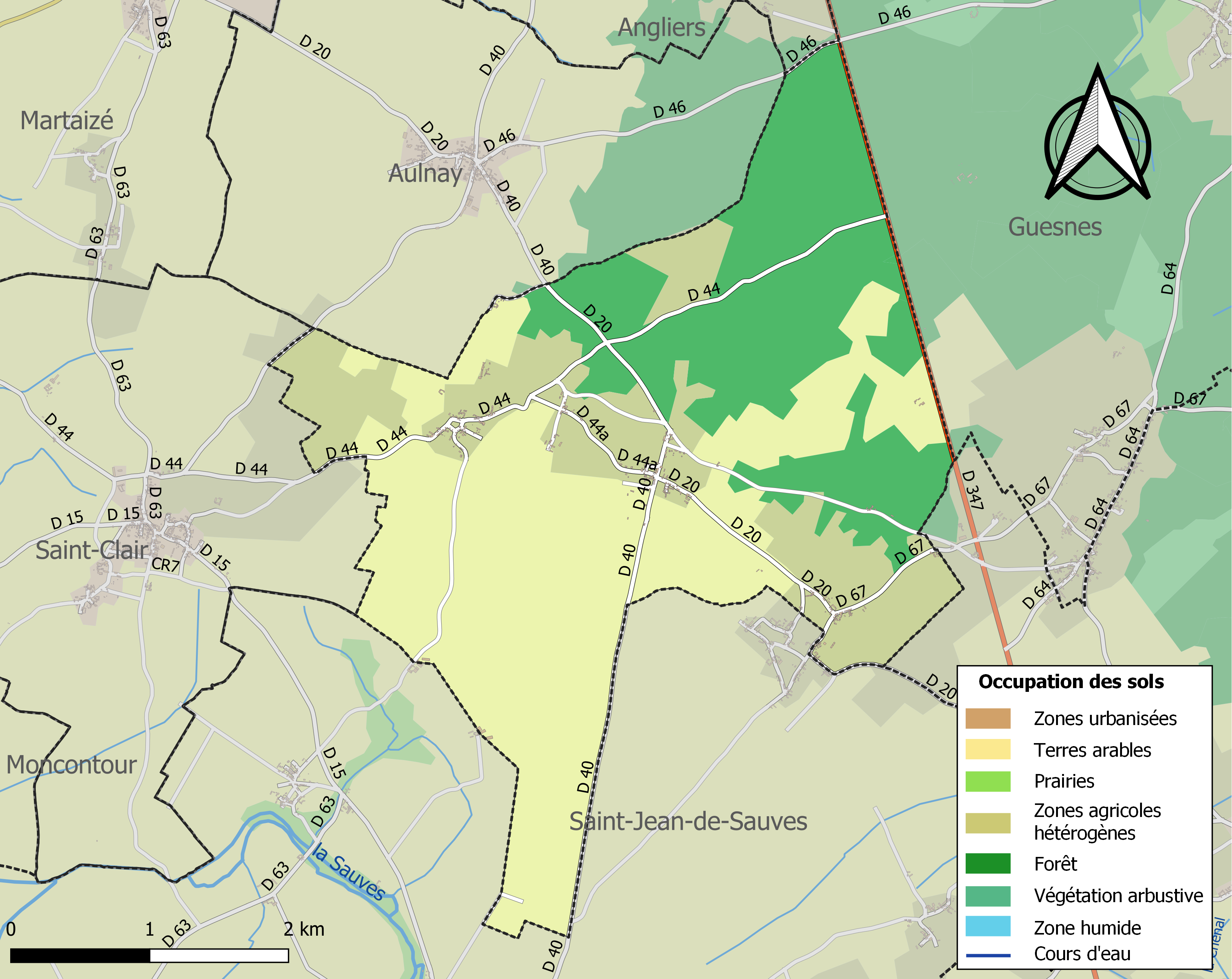
Carte des infrastructures et de l'occupation des sols de la commune en 2018 (CLC).

### Risques majeurs
Le territoire de la commune de La Chaussée est vulnérable à différents aléas naturels : météorologiques (tempête, orage, neige, grand froid, canicule ou sécheresse), mouvements de terrains et séisme (sismicité modérée). Il est également exposé à un risque technologique,  le transport de matières dangereuses. Un site publié par le BRGM permet d'évaluer simplement et rapidement les risques d'un bien localisé soit par son adresse soit par le numéro de sa parcelle.

#### Risques naturels

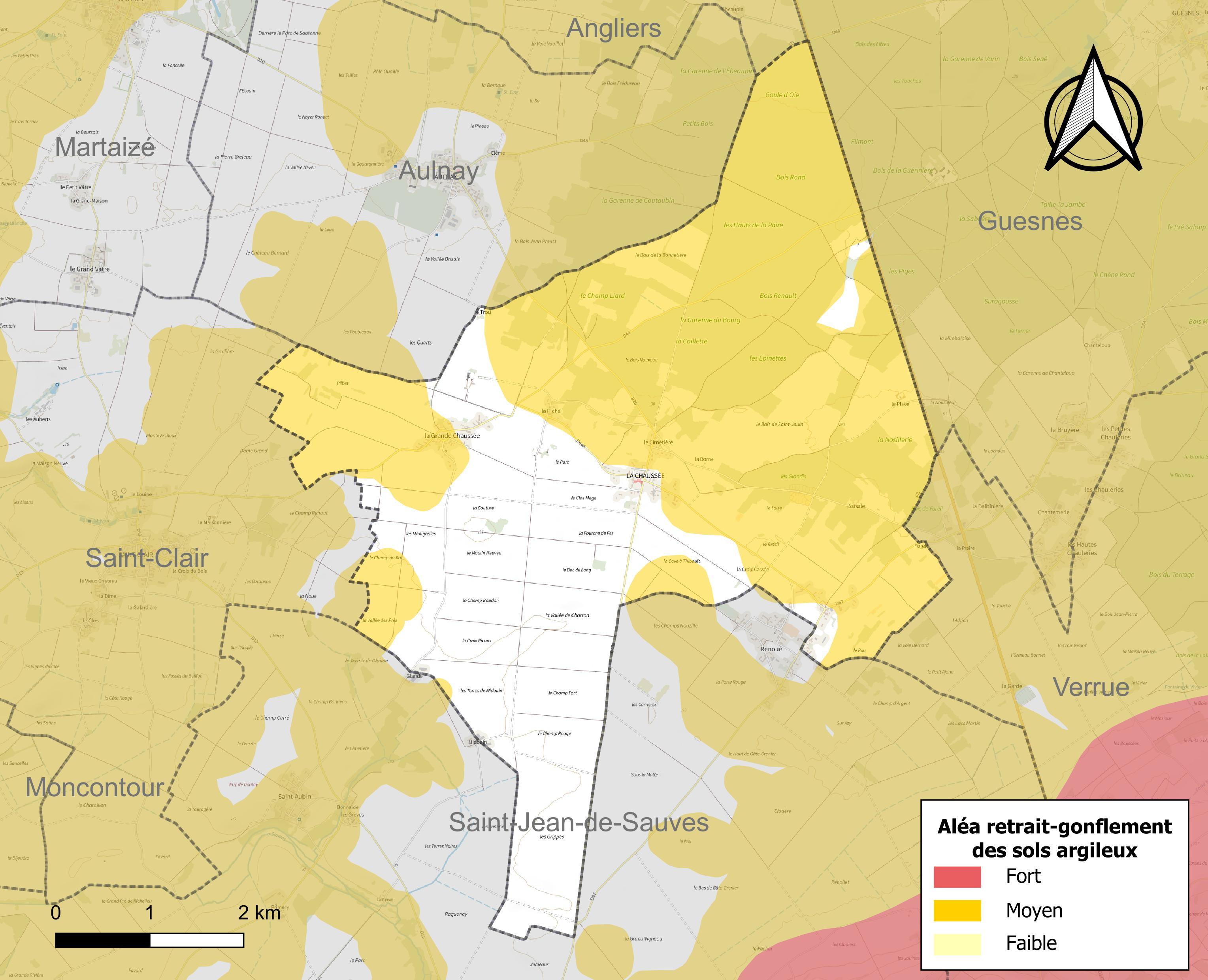
Carte des zones d'aléa retrait-gonflement des sols argileux de La Chaussée.

Les mouvements de terrains susceptibles de se produire sur la commune sont des tassements différentiels. Le retrait-gonflement des sols argileux est susceptible d'engendrer des dommages importants aux bâtiments en cas d’alternance de périodes de sécheresse et de pluie. 64,3 % de la superficie communale est en aléa moyen ou fort (79,5 % au niveau départemental et 48,5 % au niveau national). Depuis le 1er octobre 2020, en application de la loi ÉLAN, différentes contraintes s'imposent aux vendeurs, maîtres d'ouvrages ou constructeurs de biens situés dans une zone classée en aléa moyen ou fort,.
La commune a été reconnue en état de catastrophe naturelle au titre des dommages causés par les inondations et coulées de boue survenues en 1982, 1999, 2010 et 2013 et par des mouvements de terrain en 1999 et 2010.

## Toponymie
Chaussée, un des premiers sens du mot est une « Levée de terre pour retenir l'eau d'une rivière, ou d'un étang, pouvant servir de chemin de passage ».
Le nom de la commune dérive du latin calciata qui signifie chaussée.

## Héraldique
| Blason de Chaussée (La) | Blason  | Parti: au 1er d'argent au lion de gueules, au 2e coupé au I d'azur à l'église du lieu d'or, ouverte et ajourée de sable, posée sur le trait du coupé, au 3e d'azur au chêne au naturel terrassé de sinople. |
| Blason de Chaussée (La) | Détails | Le statut officiel du blason reste à déterminer. |

## Politique et administration

### Liste des maires
| Période       | Période       | Identité           | Étiquette | Qualité |
| ------------- | ------------- | ------------------ | --------- | ------- |
| mars 2001     | novembre 2009 | Michel Landry      |           |         |
| novembre 2009 |               | Marie-Claire Barry |           |         |

### Instances judiciaires et administratives
La commune relève du tribunal d'instance de Poitiers, du tribunal de grande instance de Poitiers, de la cour d'appel  Poitiers, du tribunal pour enfants de Poitiers, du conseil de prud'hommes de Poitiers, du tribunal de commerce de Poitiers, du tribunal administratif de Poitiers et de la cour administrative d'appel  de  Bordeaux,  du tribunal des pensions de Poitiers, du tribunal des affaires de la Sécurité sociale de la Vienne, de la cour d’assises de la Vienne.

## Démographie
L'évolution du nombre d'habitants est connue à travers les recensements de la population effectués dans la commune depuis 1793. Pour les communes de moins de 10 000 habitants, une enquête de recensement portant sur toute la population est réalisée tous les cinq ans, les populations de référence des années intermédiaires étant quant à elles estimées par interpolation ou extrapolation. Pour la commune, le premier recensement exhaustif entrant dans le cadre du nouveau dispositif a été réalisé en 2006.

En 2022, la commune comptait 187 habitants, en évolution de +1,63 % par rapport à 2016 (Vienne : +0,6 %, France hors Mayotte : +2,11 %).
| 1793 | 1800 | 1806 | 1821 | 1831 | 1836 | 1841 | 1846 | 1851 |
| ---- | ---- | ---- | ---- | ---- | ---- | ---- | ---- | ---- |
| 400  | 354  | 406  | 463  | 444  | 442  | 433  | 438  | 419  |

| 1856 | 1861 | 1866 | 1872 | 1876 | 1881 | 1886 | 1891 | 1896 |
| ---- | ---- | ---- | ---- | ---- | ---- | ---- | ---- | ---- |
| 423  | 420  | 415  | 335  | 348  | 356  | 372  | 360  | 349  |

| 1901 | 1906 | 1911 | 1921 | 1926 | 1931 | 1936 | 1946 | 1954 |
| ---- | ---- | ---- | ---- | ---- | ---- | ---- | ---- | ---- |
| 337  | 347  | 363  | 302  | 337  | 323  | 324  | 305  | 306  |

| 1962 | 1968 | 1975 | 1982 | 1990 | 1999 | 2006 | 2011 | 2016 |
| ---- | ---- | ---- | ---- | ---- | ---- | ---- | ---- | ---- |
| 240  | 233  | 191  | 201  | 193  | 179  | 164  | 185  | 184  |

| 2021 | 2022 | - | - | - | - | - | - | - |
| ---- | ---- | - | - | - | - | - | - | - |
| 185  | 187  | - | - | - | - | - | - | - |

En 2008, la densité de population de la commune était de 12 hab./km2, 61 hab./km2 pour le département, 68 hab./km2 pour la région Poitou-Charentes et 115 hab./km2.

## Économie
Selon la direction régionale de l'Alimentation, de l'Agriculture et de la Forêt de Poitou-Charentes, il y a autant d'exploitations agricoles en 2010 qu'en 2000, soit 5.
Les surfaces agricoles utilisées ont augmenté de 90 % et sont passées de 243 hectares en 2000 à 462 hectares en 2010. 67 % sont destinées à la culture des céréales (blé tendre essentiellement mais aussi de l'orge) et 27 % pour les oléagineux (colza et tournesol).

## Culture locale et patrimoine

### Lieux et monuments

#### Patrimoine religieux

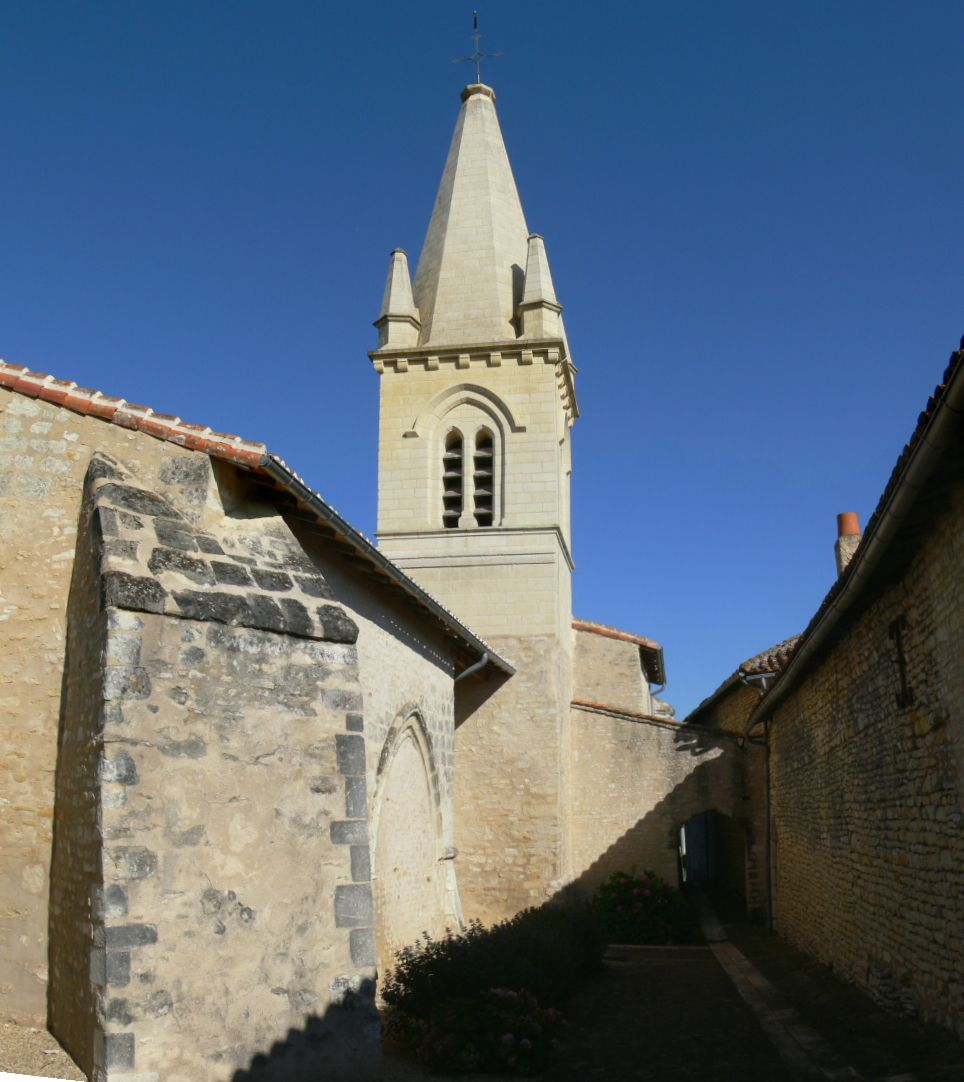
Église Saint-Pierre de La Chaussée.

- Église Saint-Pierre du XIIIe siècle coiffée d'un clocher en pierre. L'édifice a été inscrit au titre des monuments historique en 1926[23].
- Église Notre-Dame, du XVe siècle. Elle est située à la Petite-Chaussée. La tour du clocher est percée de baies géminées. L'entrée est située sur le côté. Il est renforcé par de lourds contreforts. L'intérieur est orné d'éléments architecturaux du XVe siècle, telle la niche incluse dans le mur à décor finement sculpté où étaient déposés les burettes et autres objets nécessaires au culte.

#### Patrimoine civil
.  

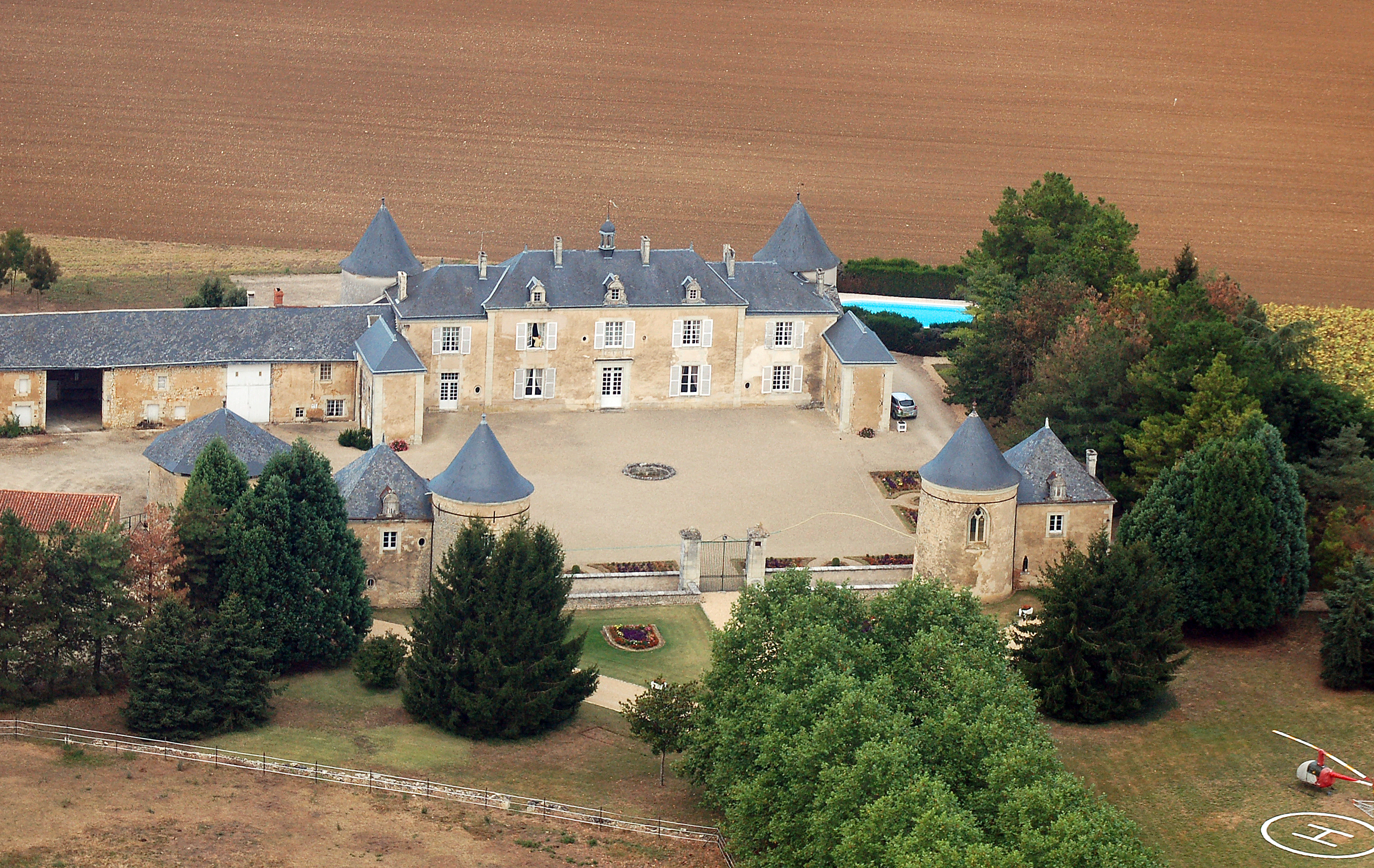
Vue aérienne du Château de la Bonnetière.

- Maison de l'Acadie: Deux pionnières en Acadie ont été baptisées à La Chaussée Madeleine Brin/Brun en 1645 et sa soeur Andrée en 1646 fille de Vincent Brun et Renée Brault partis en 1648 vers le Canada. http://maisondelacadie.com/
- Château de la Bonnetière du XVe siècle.

## Sources